# Důl Alexander (Hrdlovka)
Důl Alexander v Hrdlovce (v letech 1949–1990 důl President Gottwald, v prvních letech existence krátce důl Venuše) byl hnědouhelný hlubinný důl v mostecké pánvi, nacházející se v dnes již zaniklé obci Hrdlovka mezi Litvínovem a Duchcovem. Jednalo se o nejhlubší důl severočeského hnědouhelného revíru.
Důl byl založen roku 1891 a těžbu započal roku 1893. V roce 1994 byla těžba převedena na důl Kohinoor II v Mariánských Radčicích a do roku 1997 byl důl Alexander zlikvidován.

## Dějiny dolu
Důl byl zaražen v roce 1891. Těžní jáma a vodní jáma dosáhly hloubky 341 m, větrná jáma č. III hloubky 460 m a stala se tak nejhlubší jamou severočeského uhelného revíru.
Po katastrofickém výbuchu na dole Nelson III v Oseku převzal důl Alexander těžbu i z dolového pole tohoto dolu.
24. srpna 1944 se na strojovnu dolu zřítil spojenecký bombardér B–17G 42-107202 8th AF / 388th BG, sestřelený německou protiletadlovou baterií při náletu na chemickou rafinérii v Záluží. Následkem této události uvázlo v dole přes 200 obyvatel Hrdlovky, kteří v něm hledali úkryt před probíhajícím náletem. Tyto civilní osoby pak musely být provedeny téměř pětikilometrovou cestou podzemím k jámě Nelson VIII, kterou vystoupily na povrch. Dalších 11 (dle jiných zdrojů 18) lidí bylo usmrceno výbuchem havarovaného letadla. V letadle samotném zahynulo 5 letců (4 se zachránili na padácích a byli vzati do zajetí), jejichž pomník byl v areálu dolu umístěn až do jeho uzavření a následně byl přesunut na hřbitov v Duchcově.
V 70. letech 20. století byla zlikvidována obec Hrdlovka z důvodu postupu dolu pod jejím územím.. V roce 1979 dosáhl výkon dolu rozsahu 760 tisíc tun vytěženého uhlí za rok.
V roce 1988 byl dokončen spojovací překop Kohinoor – Gottwald, jímž byla v roce 1994 těžba převedena na důl Kohinoor II v Mariánských Radčicích. Na sklonku své existence měl důl kolem 300 zaměstnanců. V letech 1996–1997 proběhla likvidace dolu.

## Osobnosti
- Na dole President Gottwald v Hrdlovce byl v 50. letech v rámci Pomocných technických praporů nasazen Zdeněk hrabě Sternberg.[22][23]